# 书峰乡
书峰乡是中国福建省莆田市仙游县下辖的一个乡。

## 行政区划
书峰乡下辖以下地区：
鲤岭村、锦峰村、书峰村、四黄村、百松村和兰石村。